# Besa River
Der Besa River ist ein etwa 110 km langer rechter Nebenfluss des Prophet River im Peace River Regional District im Norden der kanadischen Provinz British Columbia.

## Flusslauf
Der Besa River entspringt an der Südflanke des Great Snow Mountain in den Muskwa Ranges, einem Teilgebirge der nördlichen Kanadischen Rocky Mountains. Er fließt anfangs in südöstlicher Richtung und durchfließt den Redfern Lake. Er wendet sich kurz darauf nach Norden. An der Einmündung des Kelly Creek ändert er erneut seine Richtung nach Osten. Nun verlässt der Besa River den Redfern-Keily Provincial Park. Nachdem der Neves Creek in den Besa River mündet, fließt der Besa River wieder nach Norden. Schließlich trifft er auf den nach Westen fließenden Prophet River.